# Dmitri Alexandrowitsch Karassew
Dmitri Alexandrowitsch Karassew (russisch Дмитрий Александрович Карасев, englische Transkription: Dmitry Karasev, * 1. März 1970 in Krasnogorsk) ist ein ehemaliger russischer Beachvolleyballspieler.

## Karriere
Nachdem Karassew 1995/96 seine ersten Turniere mit Ruschan Dajanow absolviert hatte, spielte er bei der Weltmeisterschaft 1997 mit Maxim Pospelow und erreichte den 17. Platz. Nach einem Intermezzo mit Oleg Kisselew trat er 1998 mit Michail Kuschnerjow und wurde Neunter beim heimischen Open-Turnier in Moskau. 1999 kam er mit seinem neuen Partner Sergei Saifulin nicht über den 25. Platz der WM in Marseille hinaus. Bei der anschließenden Europameisterschaft in Palma verpasste das Duo hingegen als Fünfter nur knapp das Halbfinale. Dieses Ziel erreichten Karassew/Saifulin ein Jahr später in Getxo, wo sie das Spiel um den dritten Platz gegen die Norweger Høidalen/Kjemperud verloren.
Gegen denselben Gegner unterlag Karassew mit Pawel Saizew im Achtelfinale der WM 2001 in Klagenfurt. Die nächste EM in Jesolo war für ihn an der Seite seines ehemaligen Partners Kisselew nach zwei Niederlagen früh beendet. Bei der Europameisterschaft 2002 scheiterten Karassew/Saizew erneut an Høidalen/Kjemperud. 2003 fehlte Karassew bei den großen Turnieren. In den nächsten beiden Jahren spielte er mit diversen Partnern und schied bei der EM 2004 mit Anton Kulikowski nach der Vorrunde aus. Ebenso erfolglos verlief das folgende Turnier in Moskau. Vor einigem Publikum verlor Karassew an der Seite von Kolodinski gegen die Ukrainer Babytsch/Nykolaew und das deutsche Duo Kjell Schneider. 2006 kam er wieder mit Saizew zusammen, konnte aber keine Welt- oder Europameisterschaft mehr erreichen. Beim Grand Slam in Moskau 2009 hatten die beiden Russen ihren letzten gemeinsamen Auftritt.